# Megavideo
 (juin 2012).
MegaVideo (MV) était un site web de partage de vidéos, basé à Hong Kong et mis en place par les créateurs de Megaupload. En novembre 2008, il faisait partie des 100 sites web les plus visités du monde d'après Alexa Internet et se rapprochait en termes d'audience de Dailymotion (69e place contre 63e place).
MegaVideo possédait un système de recherche de fichiers interne.
Accusé d'avoir violé les lois anti-piratage, le site est fermé depuis le 19 janvier 2012 par le département de la Justice des États-Unis.

## Propriétaire
Kim Dotcom (Kim Schmitz) était le créateur de Megavideo. Kim Dotcom était connu pour ses activités dans le partage de fichiers et de la gestion du cloud computing mais aussi pour ses altercations avec la justice, notamment pour ses violations des droits d'auteur.

## Limites
Un utilisateur pouvait choisir d'accéder au contenu du site gratuitement ou bien de souscrire un abonnement payant (« Premium »). Le même compte pouvait être utilisé pour MegaUpload et MegaVideo, ce qui signifiait que l'accès aux fonctionnalités Premium de l'un permettait d'accéder aux fonctionnalités Premium de l'autre.
La version gratuite était notamment caractérisée par :
1. la limitation du temps d'utilisation (après 72 minutes de visionnage, la vidéo est bloquée et l'utilisateur devait attendre 30 minutes avant de reprendre son visionnage) ;
2. l'impossibilité de télécharger la vidéo source directement.

Un espace de stockage de 500 Mo était attribué aux inscrits (mais non-abonné Premium), et illimité pour les utilisateurs « Premium ». Cette limite a disparu en 2010.
Il existait plusieurs méthodes pour contourner les limitations liées au plan gratuit. Par exemple, l'utilisateur pouvait soit installer l'extension pour Firefox nommée Video DownloadHelper, permettant de télécharger localement une vidéo diffusée par le protocole HTTP, ou bien réinitialiser la connexion internet pour modifier son adresse IP (à condition de posséder une connexion internet à attribution dynamique d'IP) et de supprimer les cookies du navigateur. Ceci faisait croire au site que l'utilisateur vient d'arriver et avait donc droit à 72 minutes de visionnage tout de suite faisant ainsi disparaître les 30 minutes d'attente.